# Siegwart Petersen
Peter Siegwart Blumenthal Petersen (født 1. juni 1826 i Stavanger, død 1. december 1878 i Kristiania) var en norsk skolemand og populærvidenskabelig forfatter.
Petersen blev student i 1846 og tog 1853 filologisk embedseksamen i 1853. Han underviste allerede fra 1847 som privatlærer og var 1854—59 assistent i Rigsarkivet i Kristiania. Fra 1860 til sin død redigerede han det officielle "Rigstidende" og "Christiania Intelligentssedler". Han var 1863—65 lærer ved Hartvig Nissens skole og knyttedes derefter til Kristiania Katedralskole som adjunkt og fra 1876 som overlærer.
Han udgav et stort antal lærebøger i Norges og Nordens historie, verdenshistorie og geografi, der (til dels efter gennemarbejdelse af professor Gustav Storm) blev genoptrykt i mange oplag og frem til århundredeskiftet var meget anvendte i skoleundervisningen i Norge. Hans betydelige og værdifulde bibliotek blev 1882 ved donation fra en norsk rigmand afkøbt arvingerne ogsolgt til det Deichmanske bibliotek i Kristiania.